# Überschallflug

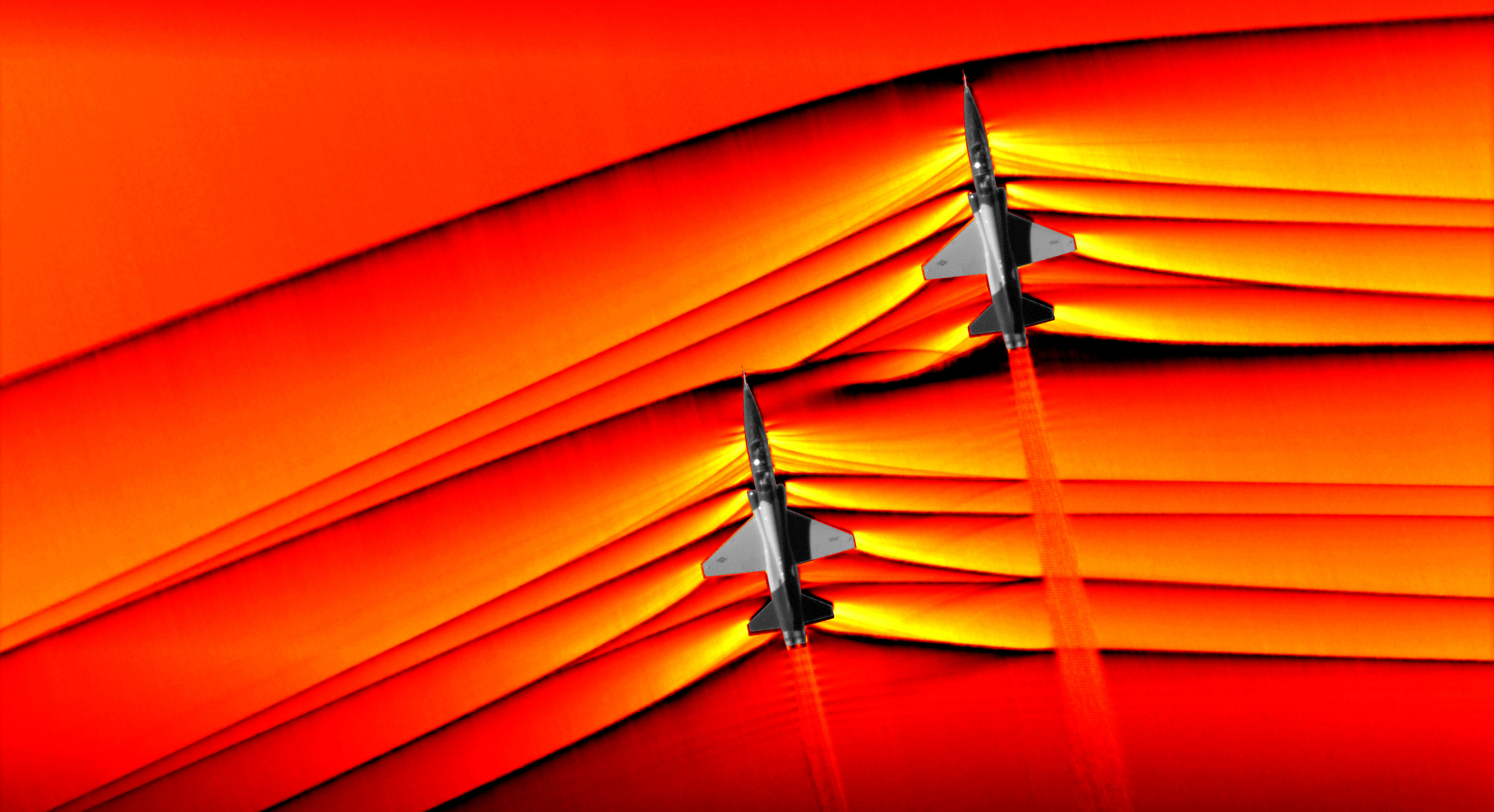
Stoßwellen zweier Überschallflugzeuge in einer Schlierenfotografie (2019)

Machscher Kegel. Rechts ist das Verhalten bei Überschallgeschwindigkeit gezeigt: Es bildet sich eine Stoßwelle (blau).

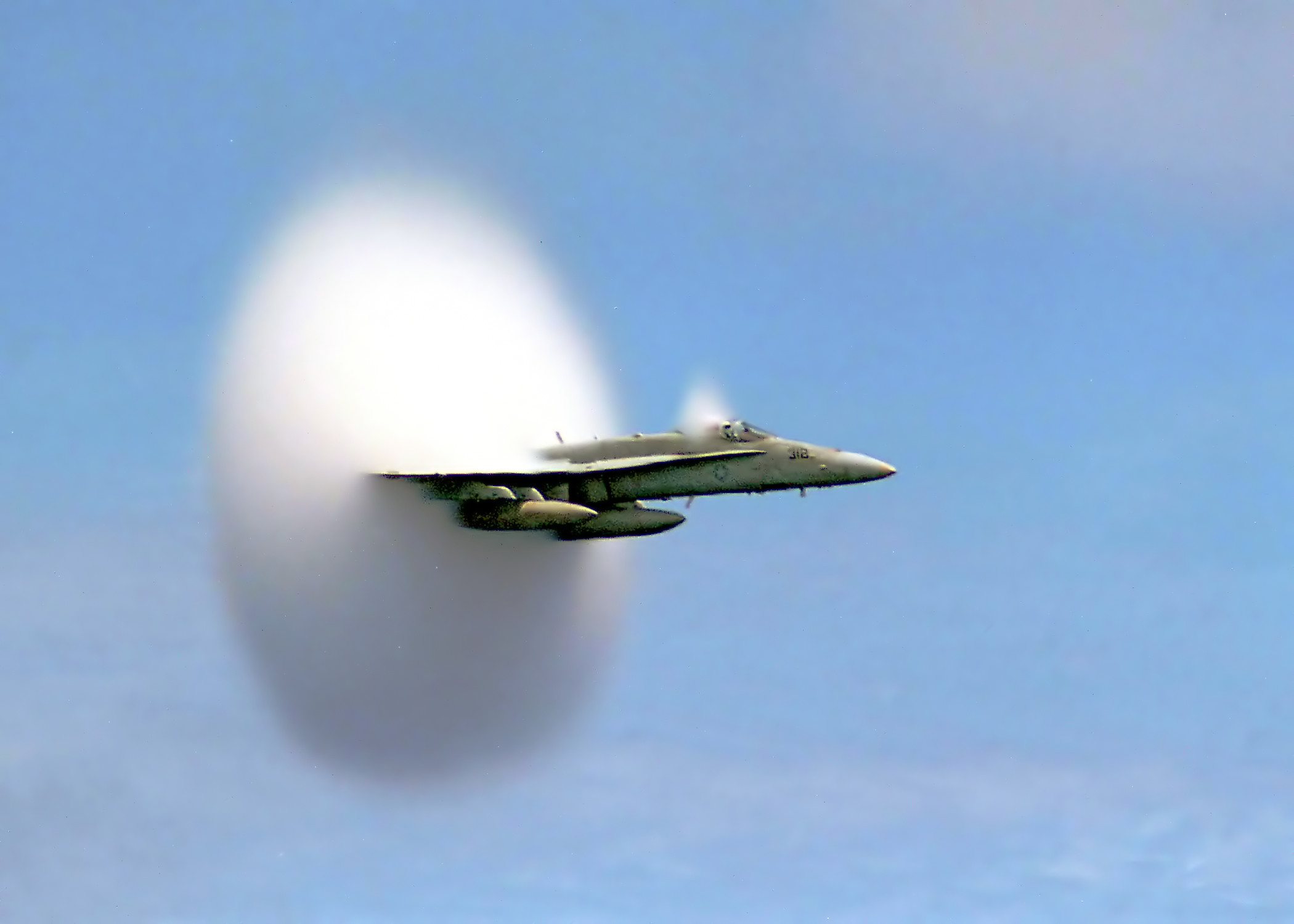
Ein Jagdbomber F/A-18 Hornet im Überschallflug. Man sieht den Wolkenscheibeneffekt.

Fliegen mit Überschall bedeutet, dass die Fluggeschwindigkeit größer als die Schallgeschwindigkeit in der Umgebung des Luftfahrzeugs ist. In der Flugphysik werden Geschwindigkeiten mit der Schallgeschwindigkeit dimensionslos gemacht und Mach-Zahl genannt (Abkürzung M oder Ma), benannt nach dem Physiker Ernst Mach. Überschallflug heißt also Fliegen mit Ma > 1.

## Schallgeschwindigkeit in Luft
Die Schallgeschwindigkeit ist definiert durch {\displaystyle c={\sqrt {\kappa \,R_{\mathrm {s} }\,T}}}, wobei κ (kappa) das Verhältnis der spezifischen Wärmen, {\displaystyle R_{\mathrm {s} }} die spezifische Gaskonstante der Luft und T die thermodynamische Temperatur (gemessen in Kelvin) (Einheit K) sind. Sie ist also abhängig von der Temperatur, aber unabhängig vom Luftdruck. Die Luftfeuchtigkeit erhöht geringfügig das Produkt {\displaystyle \kappa \,R_{\mathrm {s} }}, doch ist der Einfluss auf die Schallgeschwindigkeit selbst unter tropischen Bedingungen geringer als 1 %. In trockener Luft ist {\displaystyle R_{\mathrm {s} }=287{,}058\ \mathrm {{J}/({kg\,K})} } und {\displaystyle \kappa =1{,}402}. Für {\displaystyle T=288{,}15\ \mathrm {K} =15\ ^{\circ }\mathrm {C} } ergibt sich dann eine Schallgeschwindigkeit von {\displaystyle c=340{,}54\ \mathrm {m/s} =1225{,}94\ \mathrm {km/h} }. Mit zunehmender Flughöhe nimmt die Schallgeschwindigkeit wegen der niedriger werdenden Temperaturen ab. Im Bereich der üblichen Flughöhen oberhalb 11 km hat die Normatmosphäre eine Temperatur von {\displaystyle T=216{,}65\ \mathrm {K} =-56{,}5\ ^{\circ }\mathrm {C} }. Daraus ergibt sich eine Schallgeschwindigkeit von {\displaystyle c=295{,}1\ \mathrm {m/s} =1062\ \mathrm {km/h} }.

## Schallmauer
Nähert sich das Flugzeug der Schallgeschwindigkeit (Ma = 1), kommt es durch die Kompressibilität der Luft zu Stoßwellen an verschiedenen Teilen des Flugzeugs (siehe auch Verdichtungsstoß). Dadurch steigt der aerodynamische Widerstand (Winddruck) erheblich an, bis diese Grenze, bildhaft Schallmauer genannt, überwunden ist. Danach sinkt der Widerstand wieder ab (bleibt jedoch höher als im Unterschallbereich). Moderne militärische Triebwerke liefern im Normalbetrieb ausreichend Schub, um dauerhaft im Horizontalflug Überschall fliegen zu können, was als Supercruise bezeichnet wird. Ältere Flugzeugmodelle benötigen hierzu einen Nachbrenner oder müssen sich in einen Sturzflug begeben, um auf Überschallgeschwindigkeit beschleunigen zu können. Die Fluggeschwindigkeit, bei der im Luftstrom um das Flugzeug die ersten Überschallgebiete und damit auch Verdichtungsstöße auftreten, liegt – abhängig von der Konstruktion des Flugzeugs mehr oder weniger deutlich – unterhalb der Schallgeschwindigkeit. Bei ausreichender Luftfeuchtigkeit entstehen in diesen Gebieten Kondensationswolken, deren hinteres Ende von einem Stoß gekennzeichnet ist (Wolkenscheibeneffekt) (siehe Foto). Der Geschwindigkeitsbereich, in dem bei der Umströmung des Flugzeugs sowohl Gebiete mit Geschwindigkeiten größer als auch kleiner Schallgeschwindigkeit auftreten, wird transsonisch genannt und überstreicht einen Fluggeschwindigkeitsbereich von etwa Ma = 0,8 bis 1,2.
Für die Überwindung der Schallmauer war die Entwicklung des Pfeilflügels sehr wichtig.
Dadurch konnte der Widerstandsanstieg bei Annäherung an die Schallgeschwindigkeit stark verringert werden. Zur Überwindung der Schallmauer mit einem Flugzeug ist es aber meist zusätzlich nötig, die Flächenregel zu beachten. Danach darf sich der Querschnitt des Flugzeugs als Funktion der axialen Position nur langsam ändern. Erst die Berücksichtigung dieser Regel und nach erheblichen Änderungen am Rumpf konnte als erstes Flugzeug die YF-102A mit eigenen Triebwerken im Horizontalflug auf Überschallgeschwindigkeit beschleunigt werden.
Der erste Prototyp der YF102A durchbrach sogar bei seinem allerersten Flug (20. Dezember 1954, Lindbergh Field bei San Diego) die Schallmauer noch im Steigflug.
Ist die Schallgeschwindigkeit überschritten (Ma>1), breitet sich – von der Flugzeugnase und den Tragflächen ausgehend – der sogenannte Machsche Kegel kegelförmig nach hinten aus.

## Erwärmung

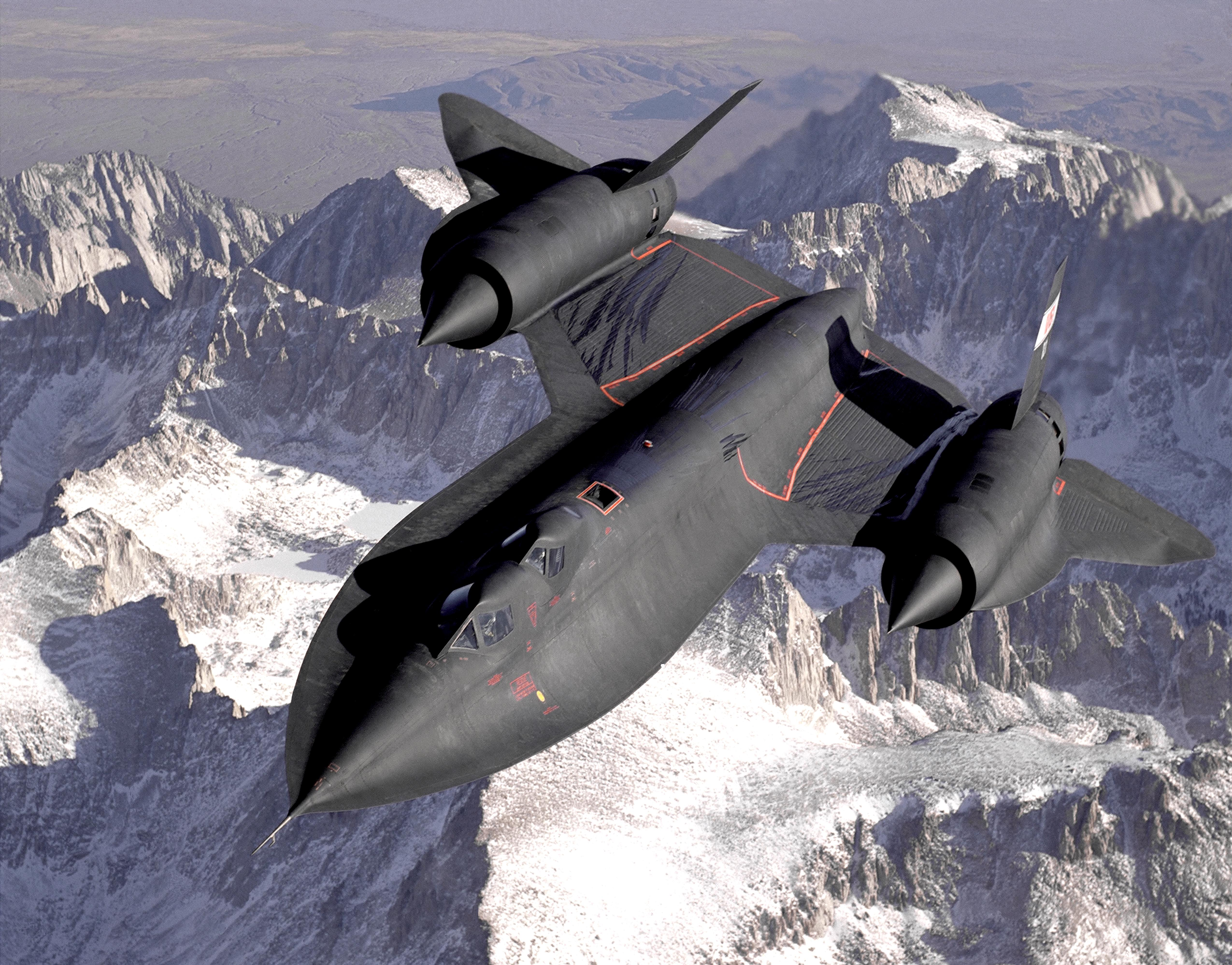
SR-71, Einsatz von Titan zur Bewältigung der Hitzeentwicklung

Da die Luft nicht ausreichend schnell abfließt, kommt es aufgrund des Staudrucks, insbesondere an den Stirnflächen, zu einer verdichtungsbedingten Erwärmung der Luft und somit des Flugkörpers. Diese Erwärmung wird bei höherer Überschallgeschwindigkeit so groß, dass das für den Flugzeugbau übliche Aluminium in seiner Festigkeit bis zum Versagen beeinträchtigt wird.

## Überschallknall
Der Überschallknall ist die hörbare Auswirkung der Stoßwelle (Verdichtungsstoß), welche auftritt, wenn sich ein Körper mit Überschallgeschwindigkeit durch ein Medium bewegt.

Kegelförmige Ausbreitung der Druckwelle hinter einem Überschallflugkörper, Verlauf des hyperbelförmigen Bodenkontakts der Druckwelle

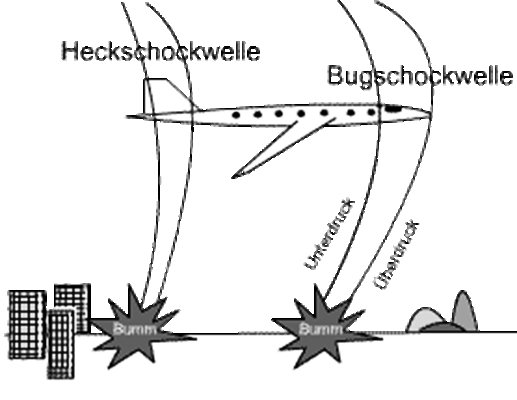
Überschall-Doppelknall

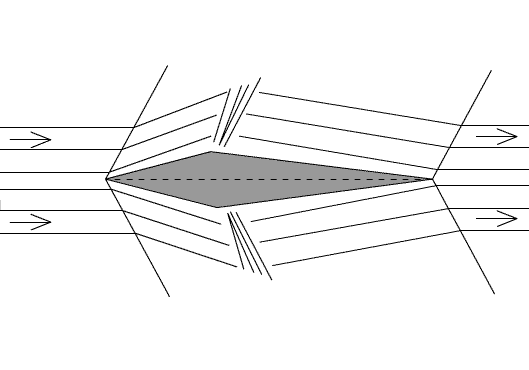
Flügel – Luftstrom bei Überschallgeschwindigkeit

Diese Stoßwelle hat die Form zweier Kegel, einer an der Flugzeugnase und einer am Flugzeugheck. Die Kegel öffnen sich entgegen der Flugrichtung. Bei kleinen Flugzeugen oder Projektilen laufen diese dicht genug zusammen, um als einzelner Knall wahrgenommen zu werden; bei großen Flugzeugen sind die Stoßwellen klar unterscheidbar und verursachen einen „Doppelknall“ im Abstand weniger Hundertstelsekunden (das menschliche Gehör kann sehr kleine Zeitunterschiede feststellen (Laufzeitdifferenz)). Bei großer Entfernung zum Beobachter nimmt der zeitliche Abstand zwischen beiden Stoßwellen weiter zu und kann bei großen Flugzeugen oder Raumfähren mehrere Zehntelsekunden betragen. Der Grund für diese Zunahme sind geringfügige Unterschiede in der Ausbreitungsgeschwindigkeit der Stoßwellen; anders als bei normalen Schallwellen ist die Ausbreitungsgeschwindigkeit von Stoßwellen von ihrer Amplitude abhängig.
Auch wenn der Knall an einer Stelle nur einmalig wahrgenommen wird, entsteht keineswegs, wie häufig irrtümlich angenommen, ein einziger Knall, wenn die Schallmauer durchbrochen wird. Die untere Mantellinie des Kegels bestimmt den Zeitpunkt, wann der Knall den Empfänger erreicht und dieser ihn hört, noch vor der Wahrnehmung z. B. der Motorengeräusche. Währenddessen bewegt sich der Kegel allerdings fort, weshalb ein weiterer Empfänger in einiger Entfernung ebenfalls von ihm erreicht wird und einen weiteren Knall hört. Der Knall beim Fliegen mit Überschallgeschwindigkeit wird erst nach dem Überfliegen des Beobachters (verzögert um die Flughöhe, also bei 340 Metern um eine Sekunde) von diesem wahrgenommen. Der Schall und damit der Überschallknall eines sich mit Überschallgeschwindigkeit bewegenden Objekts wird demnach „nachgeschleppt“ und ist über die gesamte Flugbahn zu hören (Knallteppich).
Mit zunehmender Geschwindigkeit legen sich die Kegel „enger“ um das Flugzeug, und gleichzeitig nimmt – aufgrund der höheren Energie, die pro Wegeinheit an die Luft übergeben wird – ihre Amplitude und damit auch die Lautstärke des Überschallknalls zu. Die Lautstärke des Knalls hängt zudem von der Menge der verdrängten Luft und somit von der Größe des Flugzeugs ab. Die pro Wegstrecke s freigesetzte Energie E ist dabei
{\displaystyle \Delta E=\Delta s\cdot {\frac {c'_{\mathrm {w} }}{2}}A\rho v^{2}\ ,}
wobei {\displaystyle c'_{\mathrm {w} }} der Widerstandsbeiwert im Überschallbereich ist und zumeist etwa das Doppelte des Wertes {\displaystyle c_{\mathrm {w} }} im Unterschallbereich beträgt. Ferner ist {\displaystyle A} die Stirnfläche des Flugzeugs, {\displaystyle \rho } die Luftdichte und {\displaystyle v} die Fluggeschwindigkeit relativ zur umgebenden Luft. Entsprechend ist die an die Luft abgegebene Leistung bei konstanter Fluggeschwindigkeit
{\displaystyle P={\frac {\mathrm {d} E}{\mathrm {d} t}}={\frac {\mathrm {d} }{\mathrm {d} t}}s{\frac {c'_{\mathrm {w} }}{2}}A\rho v^{2}={\frac {c'_{\mathrm {w} }}{2}}A\rho v^{3}\ .}
Die Energie pro Streckeneinheit ist maßgebend für die Amplitude und damit für die Lautstärke des Knalls, während die Leistung direkten Einfluss auf den Treibstoffverbrauch hat.
Bei sehr großen Flughöhen berühren die Kegel nicht mehr den Boden, sondern wandeln sich in sehr niederfrequente Schallwellen um, und der Knall wird dort nicht mehr wahrgenommen (siehe auch: Infraschall). Bei sehr großen Flugkörpern oder extrem hohen Überschallgeschwindigkeiten kann die Druckwelle dennoch stark und/oder zeitlich konzentriert genug sein, dass hörbare Schallwellen oder gar Stoßwellen den Boden erreichen. Das ist z. B. beim Wiedereintritt von Raumfähren oder beim Eintritt von größeren Meteoroiden der Fall.
Die Concorde erhöhte aus diesen Lärmgründen die Fluggeschwindigkeit im Normalfall nur über unbewohntem Gebiet (in der Regel über dem offenen Meer) auf Überschall.
Eine Besonderheit stellt deswegen auch der Flug einer Concorde 1986 von Paris nach Leipzig dar. Vom Drehfunkfeuer (VOR) Trent auf Rügen bis zum VOR Fürstenwalde flog die Maschine mit Überschall über das Gebiet der DDR. Die DDR führte Schallmessungen durch und übermittelte die Ergebnisse an die französische Seite.

## Geschichte
Die ersten von Menschenhand geschaffene Objekte, die die Schallgeschwindigkeit überschritten, waren die Enden von Peitschen und Schleudern. Die theoretische Beschreibung des Peitschenknalles gelang dem Physiker István Szabó und vorher Richard Grammel.
Am 1. Juli 1941 erreichte Heini Dittmar mit der Me 163 BV18 Komet VA+SP hoch über der Luftwaffen-Erprobungsstelle Peenemünde-West eine Geschwindigkeit von 1004 km/h und war dabei der erste Pilot, der bei seinem Flug eine Geschwindigkeit im Bereich der Kritischen Machzahl erreichte. Im Magazin Der Spiegel wurde Dittmar wie folgt zitiert: „Diese so genannten Mach-Erscheinungen, die ich als erster Pilot erlebte, waren das erste Anklopfen an die Schallmauer.“
In Großbritannien wurden 1943 die von Jagdfliegern in Extremsituationen gespürten Kräfte mit Propellerflugzeugen erforscht; in Sturzflügen wurde auf Flughöhen von 12 Kilometern (um 40.000 Fuß) eine Machzahl von 0,9 erreicht. Es war aber auch klar, dass höhere Geschwindigkeiten nicht erreichbar wären, da der Propeller bei diesen Geschwindigkeiten mehr Widerstand als Vortriebskraft erzeugte. Unabhängig davon wären Motorleistungen erforderlich, die mit Hubkolbenmotoren nicht realisierbar sind.
Der deutsche Jagdflieger Hans Guido Mutke will am 9. April 1945 mit einer Messerschmitt Me 262 die Schallmauer durchbrochen haben. Allerdings fehlt für die Behauptung jeder Beweis. Auch Wolfgang Czaia, der deutsche Testpilot des Me-262-Nachbauprojektes, hält diese Behauptung für nicht realistisch. Er hat als Testpilot beide in den USA bisher nachgebauten Me 262 eingeflogen und kennt daher deren Daten und Parameter sehr genau. Piloten der ersten Düsenflugzeuge stellten fest, dass mit der damaligen Technologie ein Durchbrechen der Schallmauer wenig wahrscheinlich war. Bei Geschwindigkeiten über Mach 0,95 traten schwere mechanische Belastungen auf, die Steuerungswirkung ging verloren. In Einzelfällen stürzten die Maschinen dadurch ab oder brachen auseinander.
Am 1. Oktober 1947 durchbrach George Welch mit einem Prototyp der North American F-86 Sabre im 40-Grad-Sturzflug die Schallmauer. Da der Geschwindigkeitsmesser aber nicht auf die entsprechende Höhe kalibriert war und auch keine Geschwindigkeitsmessung vom Boden aus stattfand, wurde der Flug offiziell nicht gewertet.
Am 14. Oktober 1947 durchbrach der amerikanische Testpilot Chuck Yeager in einer Bell X-1 in etwa 15.000 m Höhe nachweislich die Schallmauer. Er hatte bei den vorhergehenden Flugversuchen mit den Stoßwellen und einer daraus resultierenden Herabsetzung der Wirksamkeit des Höhenruders zu kämpfen. Erst die Idee, die gesamte Höhenflosse mit Elektromotoren anstatt mit Muskelkraft zu bewegen, ermöglichte diese Pioniertat. Der Rumpf des Raketenflugzeugs X-1 hatte noch die Form eines maßstäblich vergrößerten Gewehrgeschosses, was bei Flugzeugen aerodynamisch ungünstig ist. Ein regulärer Überschallflug wurde erst möglich, nachdem Flugzeuge mit gepfeilten Tragflächen und unter Beachtung der Flächenregel konstruiert wurden.
Das erste strahlgetriebene Serienflugzeug, das im leichten Bahnneigungsflug Überschallgeschwindigkeit erreichte, war ein Prototyp der North American F-86 Sabre (XP-86 Sabre, 26. April 1948), einem Prototyp der Convair F-102 gelang dies am 20. Dezember 1954 erstmals mit eigenen Triebwerken sogar im leichten Steigflug. Mit der Französin Jacqueline Auriol flog im Sommer 1953 die erste Frau mit einer Dassault-Breguet Mystère Überschall. Den ersten offiziellen FAI-Geschwindigkeitsrekord mit Überschallgeschwindigkeit erreichte eine North American F-100 am 20. August 1955.

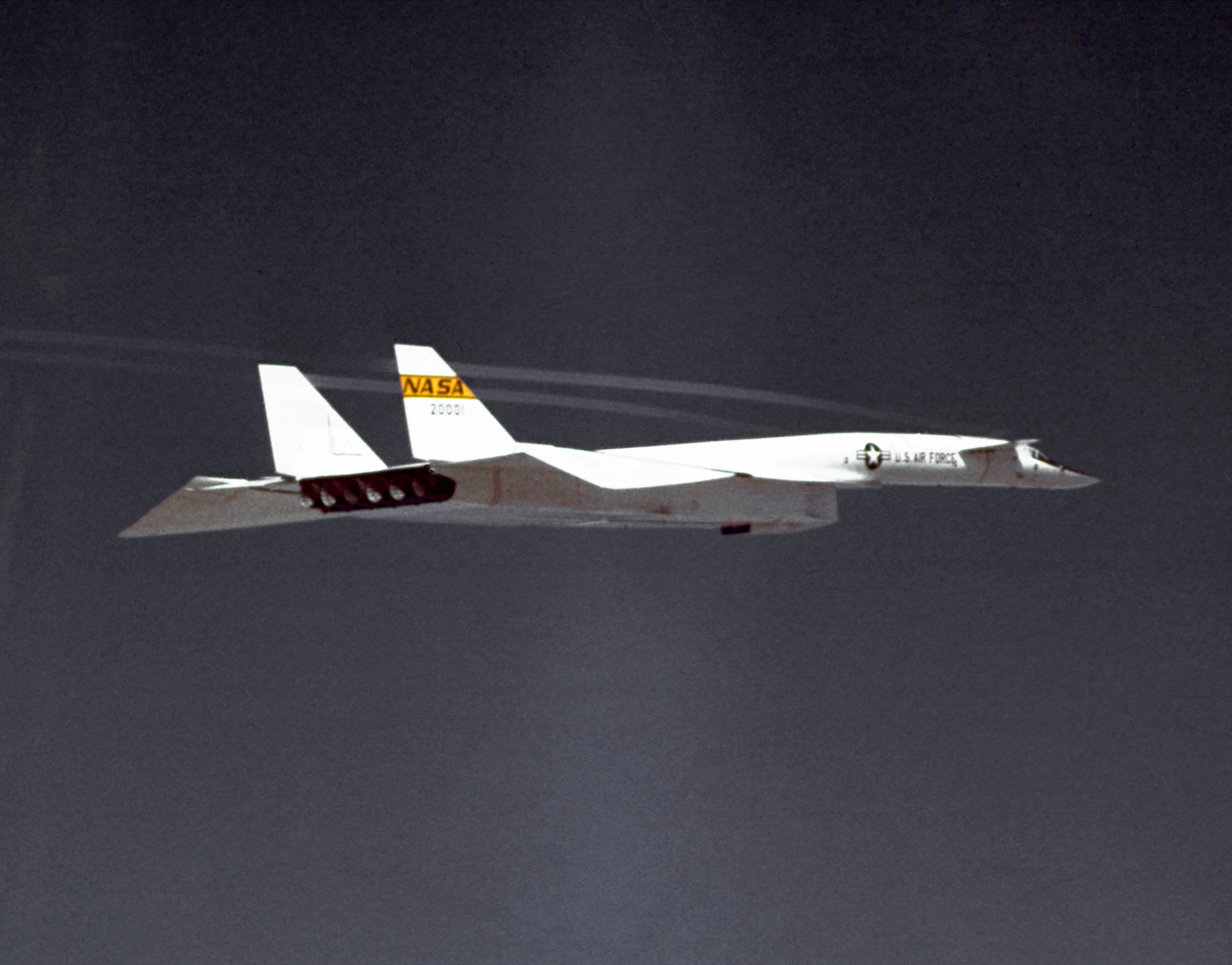
Mach-3-Bomber North American XB-70

Militärflugzeuge, die mit Überschallgeschwindigkeit fliegen können, gibt es seit den frühen 1950ern. Kampfflugzeuge erreichen etwa Mach 2. Der Abfangjäger MiG-25 konnte kurzzeitig Mach 3 fliegen und das Aufklärungsflugzeug SR-71 sogar dauerhaft. Raketenflugzeuge wie die X-15 kamen auf die siebenfache Schallgeschwindigkeit, Scramjets wie der Testflugkörper X-43A erreichen knapp Mach 10 (9,6). Militärische Flugzeuge oder wissenschaftliche Testflugkörper mit Überschallgeschwindigkeit sind bis heute im Einsatz. Zu den bemerkenswertesten Überschallflugzeugen gehört die XB-70. Hierbei handelt es sich um einen Überschallbomber, der für eine Dauergeschwindigkeit von Mach 3 ausgelegt war.
Das Space Shuttle flog bei der Rückkehr zur Erde antriebslos im Überschallbereich (anfangs etwa das 27fache der Schallgeschwindigkeit, also ca. 33.300 km/h).

## Ziviler Überschallflug
Das erste zivile Überschallflugzeug war die sowjetische Tu-144. Sie erreichte als erstes Verkehrsflugzeug am 26. Mai 1970 doppelte Schallgeschwindigkeit (2150 km/h), war jedoch mehr ein politischer und technischer als ein wirtschaftlicher Erfolg. Am 3. Juni 1973 stürzte die dritte je gebaute Tu-144S (die erste Serienmaschine) bei der Flugschau in Le Bourget bei Paris auf den Vorort Goussainville ab. Wegen der hohen Kosten im Flugbetrieb wurde die Tu-144 im Jahre 1978 wieder außer Dienst gestellt.
Die zur fast gleichen Zeit mit hohen Kosten entwickelte britisch-französische Concorde versah im Gegensatz dazu von 1976 bis 2003 erfolgreich ihren Liniendienst mit über Mach 2. Im Juli 2000 stürzte allerdings eine Concorde auf dem Air-France-Flug 4590 infolge einer (durch einen Fremdkörper auf der Startbahn ausgelösten) verheerenden Kettenreaktion kurz nach dem Start im Ort Gonesse bei Paris ab. 113 Menschen kamen bei dem Unglück ums Leben. Air France und British Airways stellten daraufhin vorübergehend den Flugbetrieb der Concorde ein und besserten die Kerosintanks in den Flügeln nach. 2001 entschieden Frankreich und England nach einer kurzen Wiederaufnahme der Flüge, die Concorde insgesamt außer Dienst zu stellen. Die wichtigen Flugrouten in die USA hatten wegen dortiger Widerstände seit langem ein Defizit. Am 26. November 2003 fand der letzte Flug einer Concorde statt.
Aus der Literatur zu britischen und amerikanischen Projekten für Überschallpassagierflugzeuge wird in der Luftfahrt auch im Deutschen für diese oft das Kürzel „SST“ (kurz für supersonic transport) verwendet.
Daneben gab es zahlreiche US-amerikanische und sowjetische Überschallflugzeugprojekte.
So entwickelten Flugzeugproduzenten wie Boeing mit Model 733 / 2707 in dieser Zeit Überschallpassagierflugzeuge, stellten aber nach dem Erfolg der Concorde und im Zeichen der späteren Ölkrise ihre Entwicklung ein. Bis heute gab es immer wieder Bestrebungen, einen weiterentwickelten Nachfolger für die Concorde zu bauen. Diese scheiterten aber bis zuletzt an den hohen Entwicklungs- und Betriebskosten. Ein weiteres frühes Passagierflugzeug, das Überschallgeschwindigkeit erreichte, war eine Douglas DC-8. Dies geschah jedoch im Sinkflug und das Flugzeug war eigentlich nicht dafür ausgelegt.
Im Jahr 1993 schlug Suchoi an der Pariser Luftfahrtschau ein 50-plätziges Modell vor, das etwas Ähnlichkeit mit der Suchoi T-4 aufwies, und suchte dafür Finanzierungsmöglichkeiten aus westlichen und arabischen Ländern.
Im Juni 2005 unterzeichneten Frankreich und Japan anlässlich der Flugmesse in Le Bourget ein Abkommen, demzufolge beide Staaten künftig jährlich 1,5 Millionen Euro an Forschungsmitteln zur Entwicklung eines gemeinsamen zivilen Überschallflugzeugs bereitstellen werden.
Die ESA koordiniert das Projekt Long-Term Advanced Propulsion Concepts and Technologies, in dessen Rahmen ein europäisches Überschall- bzw. Hyperschallpassagierflugzeug entworfen werden soll.
Außerdem ist das SpaceShipTwo von Virgin Galactic in Entwicklung, ein ziviles Raumflugzeug.
Es gab diverse Pläne für neue Überschallkonzepte, für das 2021 eingestellte 12-plätzige Geschäftsreiseflugzeug Aerion AS2 sollen seit dem Jahr 2015 Bestellungen vorgelegen haben, auch wenn sich Fachleute zu jenem Zeitpunkt sehr skeptisch äußerten. Ein weiteres Projekt für 18 Passagiere hatte sich Spike S-512 genannt.
Im Jahr 2017 kündigte die amerikanische Firma Boom Technology auf der Pariser Luftfahrtmesse von Le Bourget an, innert sechs Jahren ein kommerzielles Überschall-Passagierflugzeug herzustellen. Das Flugzeug sollte Mach 2,2 erreichen können und Platz für 55 Passagiere bieten. Teil des Programms war eine kleinere Testversion Boom XB-1, genannt Baby Boom, deren Jungfernflug optimistisch auf das Jahr 2018 angekündigt worden war. Im Gegensatz zu anderen Projekten arbeitet die Firma mit nicht rückzahlbaren Anzahlungen von fünf großen Airlines. Das Testflugzeug Boom XB-1 flog schließlich am 22. März 2024 und konnte in einer Testserie von 13 Flügen Ende Januar 2025 beweisen, dass vom Boden aus gesehen Überschallflüge in geringem Überschall quasi lautlos möglich sind. Dazu sind umfangreiche Echtzeit-Wetterdaten notwendig für einen sogenannten «Mach cutoff»; da sich Schallwellen wie Lichtstrahlen beim Übergang von verschiedenen Luftschichten mit verschiedenen Temperaturen biegen, kann man die Schallwellen des Knalls nach oben biegen und sie erreichen den Boden gar nicht. Bei den letzten beiden Testflügen der XB-1 war bei sechsmaligem Schallmauerdurchbruch kein Überschallknall am Boden zu hören gewesen. Dies sei erreichbar bei einer Flughöhe über 9000 Meter und einer Geschwindigkeit zwischen Mach 1,1 und Mach 1,2, maximal Mach 1,3. Nach den erfolgreichen Testflügen wurde die XB-1 bereits im gleichen Frühjahr außer Dienst gestellt. Die beteiligten Airlines hatten bis im Frühjahr 2025 Vorbestellungen von 132 Flugzeugen mit einer Fähigkeit zum Erreichen einer Geschwindigkeit von Mach 1,7 deponiert.
Die NASA kommunizierte am 3. April 2018 den Auftrag um etwa 200 Mio. Euro an den US-Rüstungskonzern Lockheed Martin bis Ende 2021 einen Überschalljet mit möglichst wenig Überschallknall zu entwickeln. Eine Geschwindigkeit von 1500 km/h in 16 km Höhe sollte dabei angepeilt werden. Die in diesem Programm entwickelte X-59 soll Schockwellen gar nicht erst entstehen lassen und verfügt über eine «flachgedrückte» Nase in der fast halben Länge des Flugzeugs laut NZZ; die Nase werde unter Piloten Pinocchio-Nase genannt. Die ersten Tests dieser «Low Boom»-Technologie sollten 2025 stattfinden. Ziel der Tests sei ein Überschallknall nicht lauter als eine zuschlagende Autotüre.
Aus der Umwelt- und Klimaschutzbewegung kommt massive Kritik an den Plänen, den umweltbelastenden zivilen Überschallflug zu reaktivieren. Ein Hebel zur Verhinderung der geplanten Projekte sind die notwendigen Landrechte auf europäischen Flughäfen. Studien gehen davon aus, dass ein Überschalljet im Vergleich zu einer normalen Maschine etwa das Fünf- bis Siebenfache an Kraftstoff pro Passagier benötigt.

## Ohne Fluggerät
Felix Baumgartner ist der erste Mensch, der im freien Fall, ohne zusätzlichen Antrieb, Überschallgeschwindigkeit erreichte. Am 14. Oktober 2012, exakt 65 Jahre nach dem ersten Überschallflug von Chuck Yeager, sprang der 43-jährige Österreicher im Rahmen des Projekts Red Bull Stratos aus 39 Kilometern Höhe (128.100 Fuß; Stratosphäre) und erreichte Geschwindigkeiten bis zu 1342,8 km/h (Mach 1,24).
Mit diesem Sprung brach der Extremsportler auch andere Weltrekorde (s. Hauptartikel).

## Praxis
Überschallflug ist mit hohem Kraftstoffverbrauch verbunden. Aus Gründen der Wirtschaftlichkeit erlangte der Überschallflug keine größere Bedeutung im zivilen Bereich.
Angesichts der hohen Geschwindigkeiten ist der Überschallflug als Sichtflug verboten. Es müssen Instrumentenflugregeln angewendet werden. Sondergenehmigungen, wie etwa für militärische Einsätze, können erteilt werden.